# 정부간주의
정부간주의(Intergovernmentalism) 또는 정부간협력주의는 국제 관계에서 국가(특히 중앙정부)를 통합 과정의 주요 행위자로 간주한다. 정부 간 접근 방식은 정부 선호가 수렴됨에 따라 유럽 연합에서 급진적인 변화가 일어난 두 기간과 국가 이익의 차이로 인한 무기력 기간을 모두 설명할 수 있다고 주장한다.
정부간주의는 국제정치에서 제도화의 중요성과 국내정치가 정부선호에 미치는 영향을 인식했기 때문에 현실주의나 신현실주의와 구별된다.

## 지역 통합

### 아프리카 통합
아프리카 연합(AU, 다른 공식 언어로는 UA)은 EU와 유사하지만 덜 통합된 대륙 정부 간 연합으로, 54개 아프리카 국가로 구성되어 있다. AU는 2001년 5월 26일 에티오피아 아디스아바바에서 창립되었으며, 2002년 7월 9일 남아프리카 더반에서 공식적으로 아프리카 단결 기구(OAU)를 대체하기 위해 설립되었다. AU의 가장 중요한 결정은 회원국의 국가 원수와 정부의 반기 회의인 아프리카 연합 총회에서 내려진다. AU의 사무국인 아프리카 연합 위원회(African Union Commission)는 에티오피아 아디스아바바에 본부를 두고 있다.

## 같이 보기
- 국제기구
- 세계시민의식
- 지중해 연합
- 남미 국가 연합